# Xalet Queralt
El Xalet Queralt és una obra de Lleida protegida com a bé cultural d'interès local.

## Descripció
És un habitatge unifamiliar aïllat compost de volums a diverses alçades de dues a tres plantes entorn d'un volum central. Les cobertes són l'element fonamental per aquest joc. Decorat amb ceràmica Valenciana policromada que representa escenes del camp. Murs de càrrega i forjats isostàtics, cobertes de teula àrab, murs de tàpia i columnes de maó.